# Fundacja im. Brata Alberta
Fundacja im. Brata Alberta – polska fundacja z siedzibą w Radwanowicach, której celem jest niesienie pomocy osobom niepełnosprawnym intelektualnie. Fundacja ma status organizacji pożytku publicznego.
Fundacja została założona 20 maja 1987 roku przez śp. Zofię Tetelowską, Stanisława Pruszyńskiego i ks. Tadeusza Isakowicza-Zaleskiego oraz osoby wywodzące się z Duszpasterstwa Osób Niepełnosprawnych i wspólnot Wiara i Światło z Krakowa.
Działalność Fundacji od samego początku była wspierana przez kardynała Franciszka Macharskiego.

## Placówki Fundacji
Fundacja prowadzi na terenie całego kraju:
- 4 domy stałego pobytu (Radwanowice, Łódź, Chorzeszów, Toruń)[2]
- 12 warsztatów terapii zajęciowej z 4 filiami (Radwanowice z filią w Czernichowie Lubin, Toruń, Otłoczyn, Sosnowiec, Chrzanów, Libiąż, Kraków, Chełmek z filią w Przeciszowie-Lesie, Jawiszowicach i Oświęcim, Trzebinia oraz dwa we Wrocławiu)[3]
- 9 świetlic terapeutycznych (Radwanowice, Otłoczyn, Chrzanów, Libiąż, Kraków, Chełmek, Trzebinia, Jawiszowice, Lubin)[4]
- świetlicę opiekuńczo-wychowawczą (Jawiszowice)
- środowiskowy dom samopomocy (Toruń)
- środowiskowy dom samopomocy im. kard. Franciszka Macharskiego (Radwanowice)
- środowiskowy dom samopomocy „Szymonówka” (Nieszawa)
- środowiskowy dom samopomocy "Pod Bocianim Gniazdem" (Cerekiew)[5]
- dzienny dom seniora (Jawiszowice)[6]
- dom pracy twórczej osób niepełnosprawnych „Dziewięćsił” (Zawoja)[7]
- spółdzielnie socjalną „Albert” (Chełmek)[8]

Fundacja obejmuje swoją opieką ponad 1000 osób niepełnosprawnych, z których 160 przebywa na pobyt stały a pozostali podopieczni są dowożeni na zajęcia dzienne.
Przy Fundacji działa Fundacja Przyjaciół Fundacji im. Brata Alberta, która prowadzi działalność gospodarczą.

## Festiwale i wydarzenia integracyjne
Fundacja jest organizatorem koncertów charytatywnych, spotkań integracyjnych, przeglądów teatralno-muzycznych wystaw plastycznych i ceramicznych, prezentujących twórczości osób z niepełnosprawnością intelektualną. Fundacja organizuje też doroczne, ogólnopolskie przedsięwzięcia, do których należą m.in.:
- Festiwal Twórczości Teatralno-Muzycznej Albertiana (wspólnie z Fundacją Anny Dymnej „Mimo Wszystko”),
- Piknik Muzyczny w Trzebini
- Integracyjny Bal Karnawałowy w Jaworznie (wcześniej w Libiążu)
- Integracyjną Pielgrzymkę dla Osób Niepełnosprawnych i ich Rodzin (co roku do innego sanktuarium),
- Mityng Pływacki „Cabańska Fala” w Chrzanowie
- Olimpiada Sportowa we Wrocławiu
- Dni Brata Alberta oraz Wigilie i Śniadania Wielkanocne (we wszystkich placówkach Fundacji)
- Wigilia dla Bezdomnych i Potrzebujących na Rynku Głównym w Krakowie (organizatorem głównym jest p. Jan Kościuszko)

## Działalność oświatowa
Fundacja stale współpracuje z Oświatowym Towarzystwem Integracyjnym, które prowadzi Integracyjną Szkołę Podstawową w Radwanowicach oraz Niepubliczne Przedszkole Integracyjne w Radwanowicach.
Organizuje też Ogólnopolskie Konkursy Kresowe wspólnie z Fundacją Kresową „Memoria et Veritas” oraz szkołami w Nawojowej Górze i Radwanowicach

## Pomoc dla Ukrainy
Fundacja od 1995 r. stale wspiera ośrodki dla niewidomych i ich rodzin, prowadzone przez Siostry Franciszkanki Służebnice Krzyża w Starym Skałacie i Żytomierzu (wcześniej także w Charkowie) na Ukrainie. Od 2022 r. bierze czynny udział w pomocy dla uchodźców z Ukrainy, współorganizując ośrodek dla nich w Chrzanowie oraz wysyłając pomoc dla Halicza.

## Medal Św. Brata Alberta
Fundacja co roku przyznaje Medal Świętego Brata Alberta, którego laureatami są m.in. Franciszek Macharski, Janusz Kochanowski, Jan Chrapek, Anna Dymna, Robert Korzeniowski, Andrzej Zoll, księstwo Irina i Hubert Wittgenstein, hr. Kint de Roodenbeke, Tadeusz Gocłowski, Towarzystwo Strzeleckie „Bractwo Kurkowe” w Krakowie, Otylia Jędrzejczak, Eleni Tzoka, Joanna Puzyna-Krupska, Roman Kluska, Ewa Błaszczyk, Zbigniew Brzeziński, Jan Rokita, Alicja Grześkowiak, Rodzina Danuty i Romana Kocielińskich z Wiślicy, Marek Kamiński, Lidia Jazgar, Paweł Kukiz.

## Nagrody i wyróżnienia
- Wyróżnienie od Prezydenta Rzeczypospolitej Polskiej Andrzeja Dudy w 100. rocznicę odzyskania przez Polskę Niepodległości (2018)
- Nagroda „Pro Publico Bono” za działalność z zakresu pomocy społecznej i charytatywnej (2000)
- Nagroda Państwowego Funduszu Rehabilitacji Osób Niepełnosprawnych „Lider 25-lecia” (2016)
- Nagroda Marszałka Województwa Małopolskiego „Kryształy Soli” – Grand Prix dla najlepszej organizacji pozarządowej, nagroda w kategorii Polityka Społeczna oraz nagroda Internautów dla najpopularniejszej organizacji pozarządowej (2013)
- Nagroda Marszałka Województwa Małopolskiego „Kryształy Soli” dla najlepszej organizacji prowadzącej działalność pożytku publicznego (2013)
- Nagroda Marszałka Województwa Małopolskiego – Nagroda Internautów dla najpopularniejszej organizacji pozarządowej (2013)
- Wyróżnienie Marszałka Województwa Małopolskiego „Kryształy Soli” dla najlepszej organizacji prowadzącej działalność pożytku publicznego (2006)
- Brązowy Medal za Zasługi dla Województwa Małopolskiego (2014)
- Nagroda Starosty Krakowskiego dla najlepszej organizacji pozarządowej działającej na terenie powiatu w kategorii społecznej (2018)
- Nagroda Powiatu Chrzanowskiego „Optimo Modo” dla najlepszej organizacji pozarządowej (2016)
- Dyplom Ministra Kultury i Dziedzictwa Narodowego za działalność na rzecz osób niepełnosprawnych (2007)
- Nagroda „Lodołamacz 2008” za pracę społeczną na rzecz osób niepełnosprawnych
- Dyplom Ministra Rodziny, Pracy i Polityki Społecznej „Źródło Sukcesu 2017” w kategorii organizacja społeczna
- Nagroda Caritas Archidiecezji Katowickiej „Przyjaciel Osób Niepełnosprawnych” (2015)
- Nagroda UBS „Together. That we do things”
- Nagroda Funduszu im. bp. Jana Chrapka VIVENTI CARITATE (Żyjącemu Miłością) (2022).
- Złota Odznaka Honorowa za Zasługi dla Województwa Śląskiego (2023)[15].